# هوهنبرغ
هوهنبرغ (بالألمانية: Hohenberg) هي مدينة في منطقة ليلينفيلد في ولاية النمسا السفلى.